# Stůl

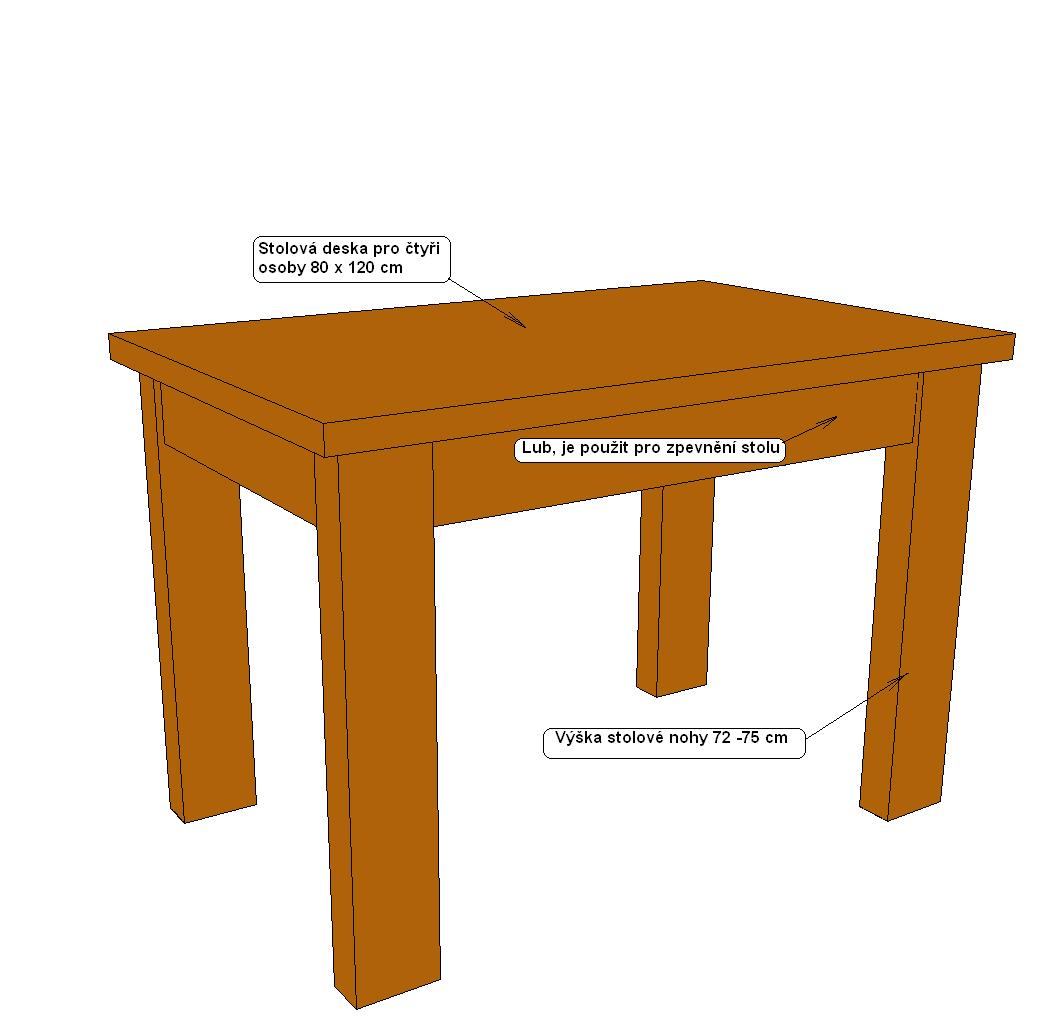
Schéma stolu

Fryžský stůl, Gordion, 7. stol. př. n. l., rekonstrukce

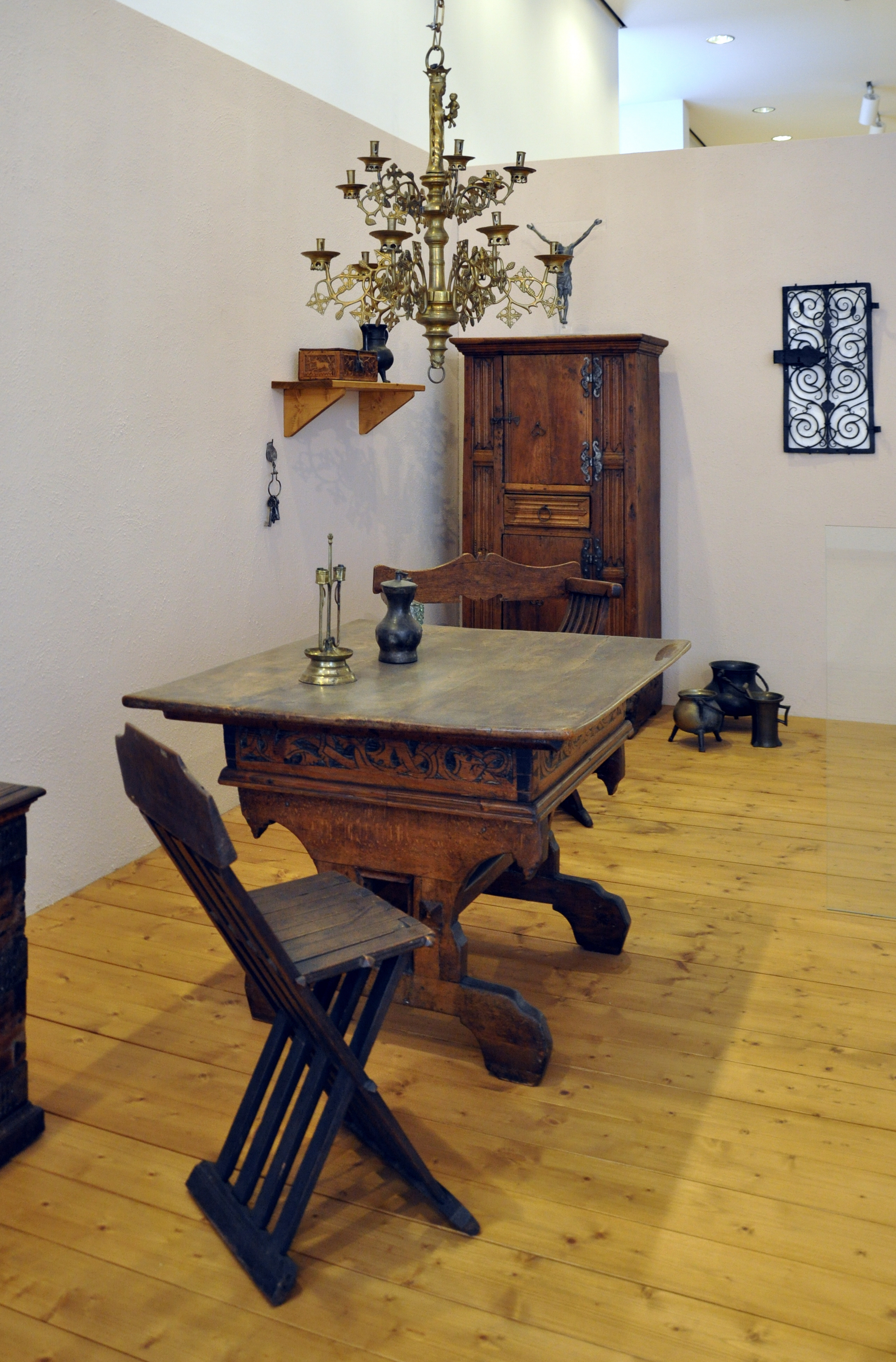
Pozdně středověký stůl, Tyrolsko, kolem roku 1500

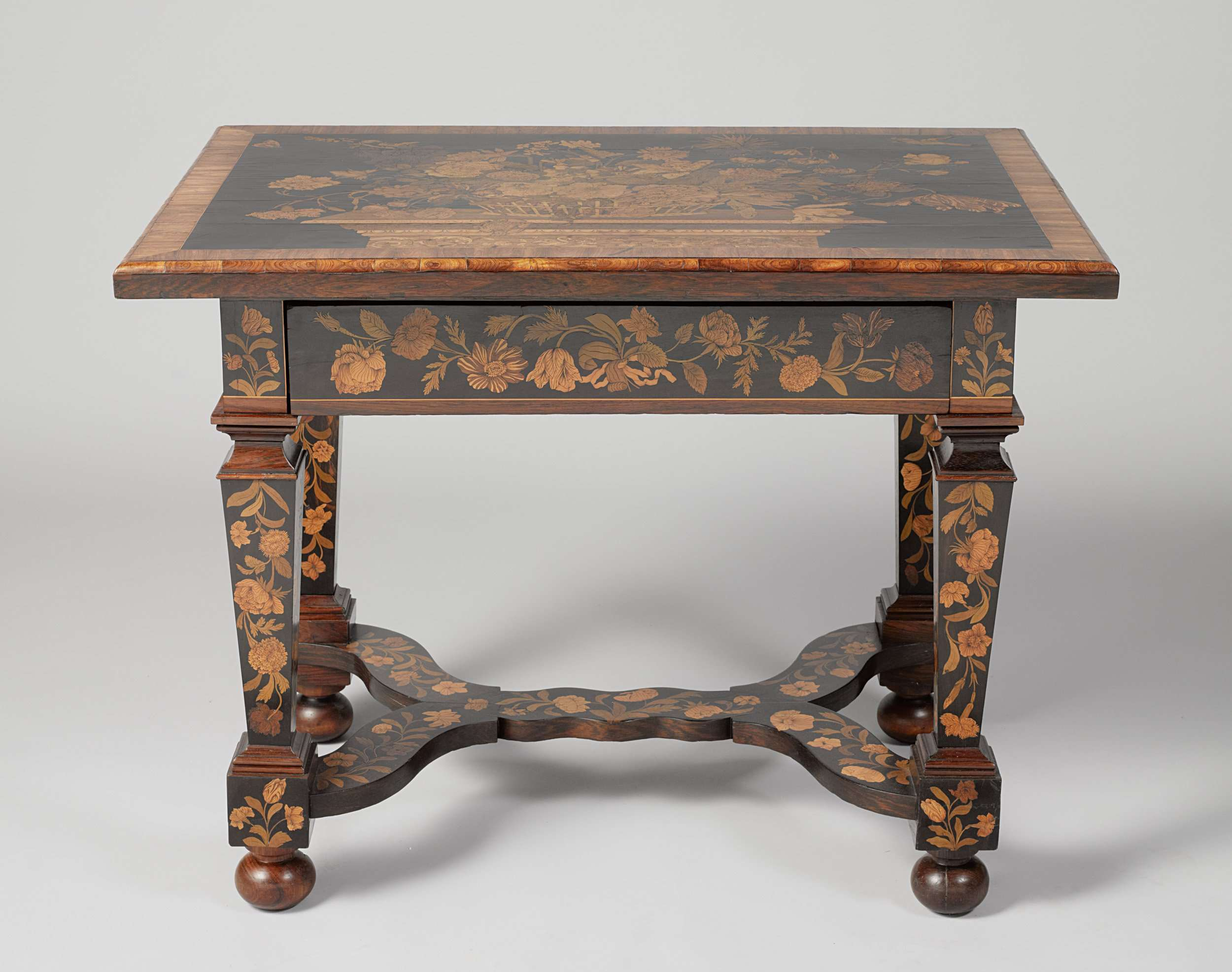
Jídelní stůl s trnožem a intarzovanou výzdobou, Nizozemí, 18. století

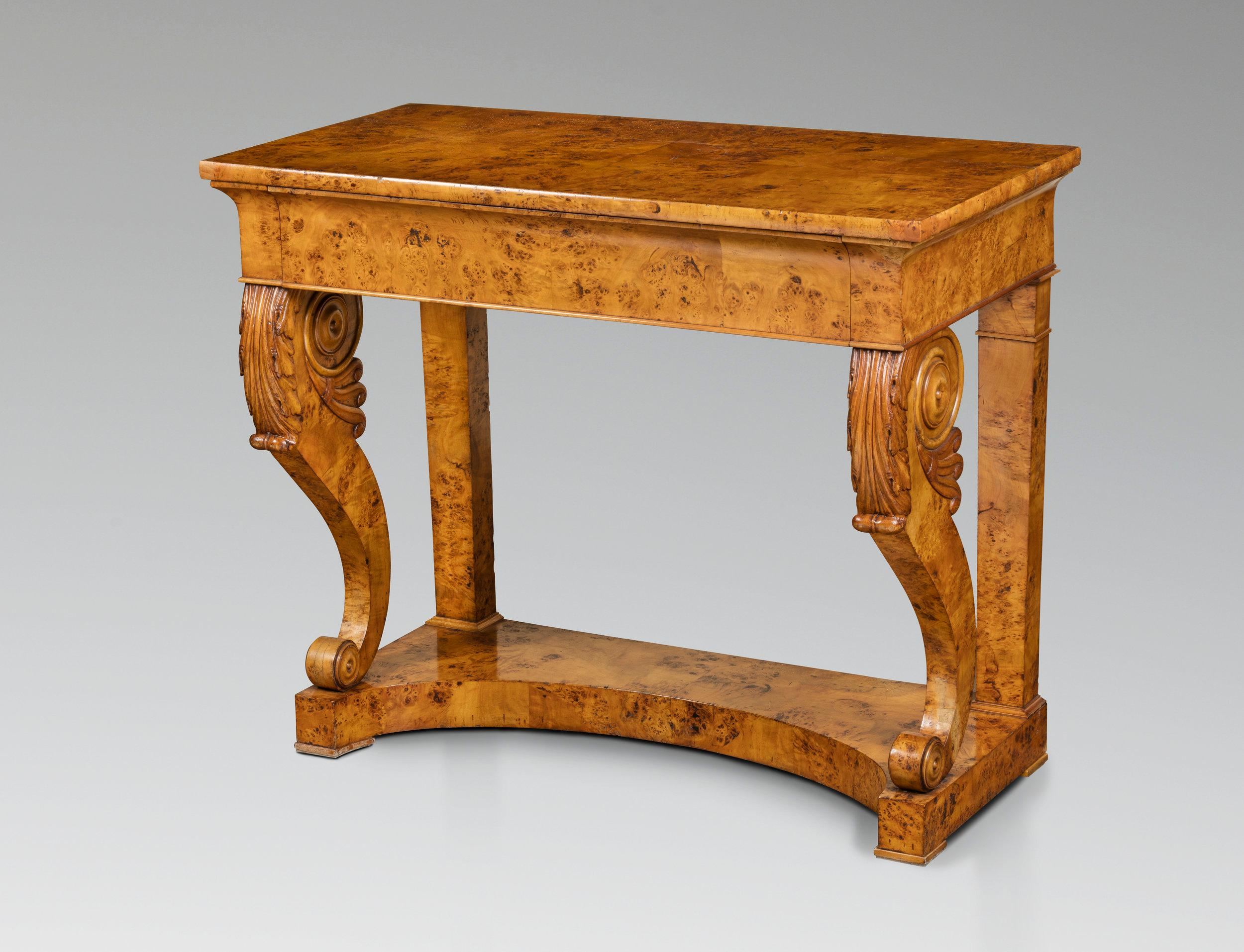
Konzolový stolek období biedermeieru

Stůl je druh nábytku tvořený horní deskou a nohou či nohami, někdy má desku podloženou lubem či doplněnou zásuvkou nebo zásuvkami. Je vyráběn ze dřeva, zejména smrků, buků a dalších dřevin, může však být vyráběn i z plastu nebo železa. Používá se k odkládání či ukládání předmětů, dále pro stolování nebo k práci. Má mít obvyklou nebo pohodlnou výšku, někdy variabilně nastavitelnou. Bývá doplněn židlí.

## Historie
První stoly jsou známy již z Mezopotámie, z vyobrazení ve starověkém Egyptě i z vykopávek. V těchto raných kulturách plnily stoly často i obřadní funkci při nejrůznějších náboženských rituálech. Starověké kultury preferovaly pro výrobu stolu rozdílné materiály. Egyptské stoly byly vyrobeny ze dřeva, římské z cedru či jiných exotických dřev, řecké z bronzu a asyrské z kovu. U těchto stolů se ale běžně nesedělo, ale leželo, a proto byly také poměrně nízké. V románské a gotické době byl stůl umístěn u okraje místnosti a vytahován pouze v případě stolování. Široké využití jídelního stolu je pak známé až v 16. století.

## Využití
Stůl je používán jako plocha pro nejrůznější činnosti a pro trvalé či dočasné odkládání či ukládání věcí (v tomto případě též s využitím k tomu určených prostor a ploch jako jsou zásuvky). Mezi základní typy stolů předurčujících činnost v domácnostech patří jídelní stůl a psací stůl. Pracovní stoly (dílenské stoly atd.) jsou přizpůsobeny potřebám jednotlivých profesí.
Prostírání, tj. uspořádání věcí na stole při stolování – textilií, nádobí a potravin, je dáno především tradicí a má již zavedenou podobu.

## Podle materiálu
- Dřevěný stůl – nejčastější pro interiéry
- Z kombinovaných materiálů, nejčastěji dřevo vykládané kovem, kostí, perletí, želvovinou
- Kamenný stůl – obvykle v exteriéru
- Plastový či hliníkový – moderní, skládací

## Rozdělení podle účelu
- Psací stůl – používá v pracovnách, domácnostech, učebnách (katedra pro učitele) i na úřadech; stojací: může mít šikmou desku.
- Jídelní stůl – slouží ke stravování v domácnosti, školní jídelně, restauraci.
- Rozkládací stůl, pro zahradní oslavy a snadný transport, např. pro kemping.
- Konferenční stůl, slouží k odkládání během sezení na pohovce, sedací souprava
- Pracovní stůl řemeslnický, např. řeznický k porcování masa, truhlářský, tzv. ponk
- Hráčský stůl či stolek, např. šachový či karetní, míval v rozích desky prohlubně pro žetony nebo mince; má mít stabilní nohy, aby nemohlo dojít k posunu předmětů
- Obětní stůl, tj. oltářní menza – součást oltáře v kostele
- Dekorační stůl – ve společenských prostorách: může být konzolový přízední, o jedné či dvou nohách nebo zavěšený na stěně a sklápěcí.
- Sváteční stůl – Vánoce a Velikonoce a pod.
- Tělocvičné nářadí stůl, s deskou potaženou žíněnkou

## Rozdělení podle způsobu podepření nebo uchycení
- stoly s nohami
- stoly konzolové, ukotvené ve zdi (mohou mít také nohy)
- stoly bez nohou zavěšené na lanech nebo tyčích ve stropu

Má-li stůl jen tři nohy, jedná se z pohledu mechaniky o staticky určitou konstrukci. Stůl s více něž třemi nohami představuje příklad staticky neurčité konstrukce.

## Zajímavost
Tradiční stoly v Japonsku nazývané chabudai jsou nízké, někdy mají kruhový tvar a používají se na konzumaci čaje a jídla tak, že stolovník u nich sedí na zemi.

## Galerie

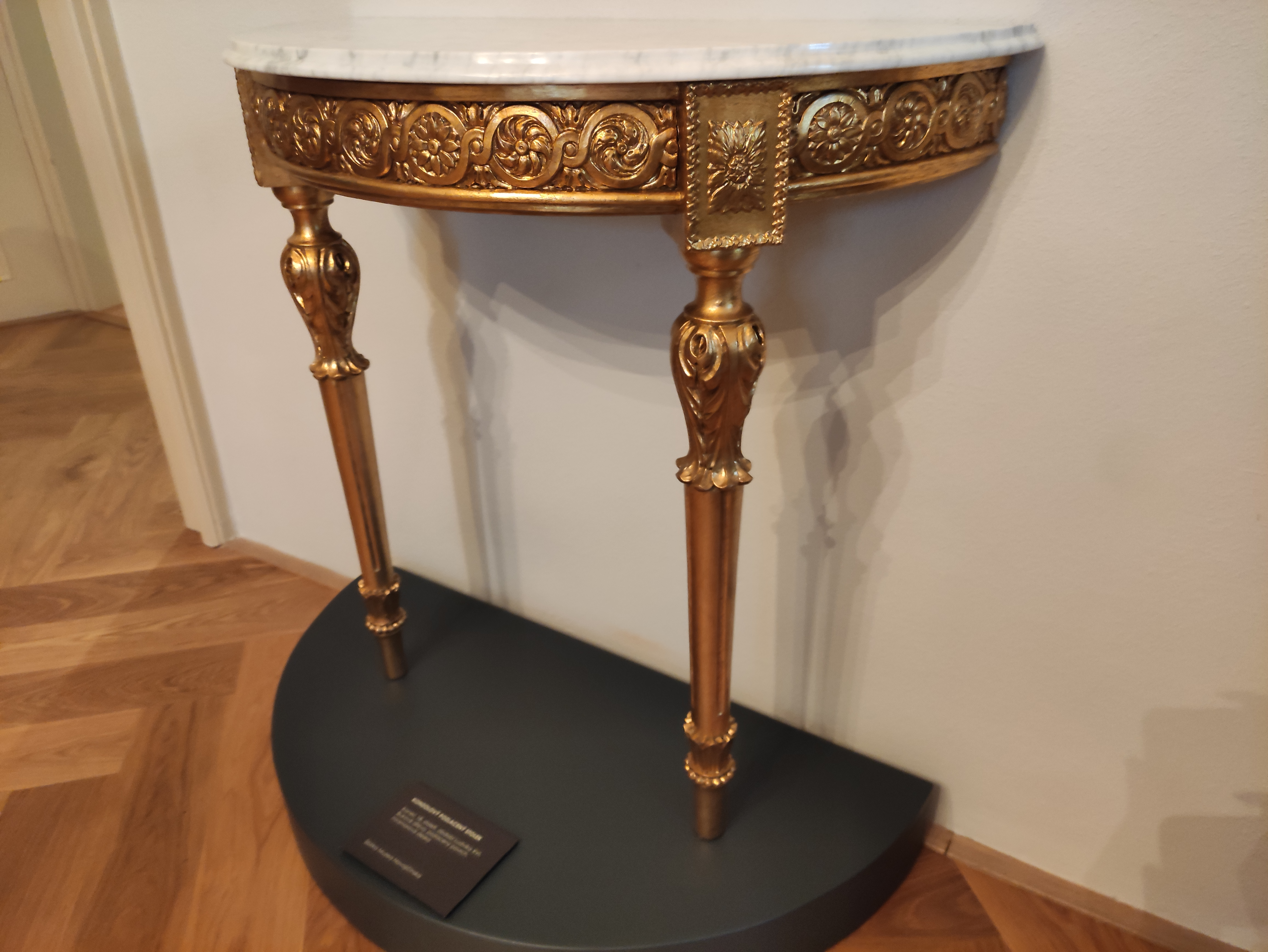
Konzolový pozlacený stolek